# Ranunculus amphitricha
Ranunculus amphitricha är en ranunkelväxtart som beskrevs av John William Colenso. Ranunculus amphitricha ingår i släktet ranunkler, och familjen ranunkelväxter. Inga underarter finns listade i Catalogue of Life.